# Čejen Černić Čanak
Čejen Černić Čanak (* 1982 in Osijek) ist eine kroatische Regisseurin, deren Jugendfilm Zečji nasip (englisch Sandbag Dam) an den 75. Internationalen Filmfestspielen von Berlin in der Sektion Generation 14plus teilnahm.

## Leben und Karriere
Čejen Černić Čanak schloss ihre Ausbildung in Film und Fernsehregie an der Zagreb Academy of Dramatic Art ab. Sie führte danach Regie bei Kurz- und Dokumentarfilmen. Zu ihren bekannteren Kurzspielfilmen zählen Followers und die Kurzdokumentarfilme The Circle, To Me Without Me und Il Postino. Sie begann 2007 als Regieassistentin bei Spielfilmen und Serien, Dokumentar- und Animationsfilmen zu arbeiten und war auch als Mitarbeiterin bei Tanzperformances tätig. Im Jahr 2013 schrieb und inszenierte sie ihren ersten kurzen Animationsfilm The Girl Who Loved Fairy Tales. Drei Jahre später führte sie bei ihrem ersten Spielfilm Das Geheimnis des grünen Hügels nach dem gleichnamigen Roman von Ivan Kušan Regie. Dieser Abenteuerfilm für Kinder wurde 2017 mit dem Breza Award der besten Debütantin auf dem 64. Filmfestival von Pula ausgezeichnet. Im selben Jahr wurde er zum meistbesuchten Kinderfilm in den Kinosälen Kroatiens. Er nahm an 25 Festivals teil und kam 2019 in Deutschland in einer synchronisierten Fassung ins Kino.
Ihr Spielfilm Sandbag Dam feierte auf der 75. Berlinale 2025 Weltpremiere und wurde für den 39. Teddy Award, dem LGBTIQ-Preis der Berlinale, nominiert. In Sandbag Dam wird beschrieben, wie das Hochwasser ein kroatisches Dorf bedroht und gleichzeitig ein junger Mann mit seinen Gefühlen für seinen Kindheitsfreund kämpft. Der Film schildert die Vorbehalte, die den homosexuellen Männern von der Dorfgemeinschaft entgegengebracht werden. Um diese Situation zu verbildlichen, benutzt Čejen Černić Čanak den Fluss, der an der Oberfläche ruhig und beschaulich erscheint, aber unter dem wilde Strömungen hindurchfließen können. Frank J. Avella bezeichnete den Film auf Thecontending.com als „deeply affecting“ (tief berührend) und eins der ersten „Croatian coming-of-age gay drama“. Seine britische Premiere feierte der Film auf dem London BFI Flare Festival. Für das Drehbuch arbeitete sie mit Tomislav Zajek zusammen.
Čejen Černić Čanak ist Mutter eines Kindes.

## Auszeichnungen
- 2017: Bezan Award für Das Geheimnis des grünen Hügels
- 2025: Teilnahme an der 75. Berlinale in der Sektion Panorma mit Sandbag Dam
- 2025: Nominierung für den 39. Teddy Award für Sandbag Dam

## Filmografie
- 2014: Cura koja je voljela bajke (The Girl Who Loved Fairy Tales) (Regie und Drehbuch)
- 2017: Uzbuna na Zelenom Vrhu (Das Geheimnis des grünen Hügels) (Regie)
- 2021: Skretanje (Lurch) (Regie mit Judita Gamulin und Jasna Nanut)[10]
- 2025:  Zečji nasip  (Sandbag Dam) (Regie)